# Gesar Mukpo
Ne doit pas être confondu avec Épopée du roi Gesar.
Gesar Mukpo né le 26 avril 1973 à Boulder dans l'État du Colorado, aux États-Unis, est un cinéaste (acteur, réalisateur, scénariste) fils du maître bouddhiste tibétain Chögyam Trungpa Rinpoché.  

## Filmographie
- Tulku (2009), réalisateur, scénariste, acteur
- Crazy Wisdom: The Life & Times of Chogyam Trungpa Rinpoche (2011), acteur
- Warrior Songs: King Gesar (1997) (TV), acteur